# Rilassamento vibrazionale
Il rilassamento vibrazionale è uno dei processi per cui una molecola ritorna allo stato fondamentale in seguito a una sua eccitazione dovuta a una radiazione elettromagnetica.
In particolare, il rilassamento vibrazionale può essere definito come un processo non radiativo intermolecolare: esso ha infatti come esito la conversione dell'energia in energia vibrazionale, e non in nuova radiazione elettromagnetica (come nel caso della luminescenza).
Questo processo può essere considerato una conseguenza del principio di Franck-Condon: infatti, per eccitare una molecola, occorre spesso fornire un eccesso di energia. In questo caso, gli elettroni della molecola eccitata vengono promossi a stati elettronici eccitati (ossia, a energia maggiore). Per semplicità, si può considerare una molecola colpita da radiazione che eccita gli elettroni al primo stato elettronico eccitato {\displaystyle S_{1}}: a causa dell'eccesso di energia, gli elettroni della molecola si porteranno anche a livelli vibrazionali eccitati. Successivamente, diseccitandosi, la molecola tornerà al livello vibrazionale fondamentale di quello stato elettronico, prima di emettere fotoni per fluorescenza e portare i suoi elettroni a livelli elettronici inferiori. Tale rilassamento vibrazionale consiste in un'emissione di un fotone, che può essere intuitivamente interpretato come "energia termica".